# Jours heureux (film, 1934)
Pour les articles homonymes, voir Jours heureux.
Pour plus de détails, voir Fiche technique et Distribution.
Jours heureux (Hide-Out) est un film américain réalisé par W. S. Van Dyke, sorti en 1934.

## Synopsis
Un gangster blessé se cache dans une ferme à la campagne, il va y trouver l'amour et la rédemption.

## Fiche technique
- Titre original : Hide-Out
- Titre français : Jours heureux
- Réalisation : W. S. Van Dyke
- Scénario : Frances Goodrich et Albert Hackett, d'après une histoire originale de Mauri Grashin
- Direction artistique : Cedric Gibbons
- Costumes : Dolly Tree
- Photographie : Ray June, Sidney Wagner
- Son : Douglas Shearer
- Montage : Basil Wrangell
- Musique : William Axt
- Production : Hunt Stromberg, W. S. Van Dyke
- Société de production : Metro-Goldwyn-Mayer
- Société de distribution : Metro-Goldwyn-Mayer
- Pays de production :  États-Unis
- Langue originale : anglais
- Format : noir et blanc — 35 mm — 1,37:1 — son Mono (Western Electric Sound System)
- Genre : Comédie dramatique
- Durée : 81 minutes
- Dates de sortie :
  - États-Unis : 24 août 1934
  - France : 26 février 1935

## Distribution
- Robert Montgomery : Lucky Wilson
- Maureen O'Sullivan : Pauline Miller
- Edward Arnold : Lieutenant MacCarthy
- Elizabeth Patterson : "Ma" Miller
- Whitford Kane : Henry "Pa" Miller
- Mickey Rooney : Willie Miller
- C. Henry Gordon : Tony Berrelli
- Muriel Evans : Babe
- Edward Brophy : Britt
- Henry Armetta : Louis Shuman
- Herman Bing : Jake Lillie
- Louise Henry (en) : Millie
- Harold Huber : Dr Warner

## Chansons du film
- The Dream Was So Beautiful et All I Do Is Dream of You : paroles d'Arthur Freed, musique de Nacio Herb Brown

## Nominations
- Oscars du cinéma 1935 : Mauri Grashin pour l'Oscar de la meilleure histoire originale

## Production
- Ayant appris que son père était malade en Irlande, Maureen O'Sullivan quitte la production et est remplacée par Loretta Young. Mais comme cette dernière est hospitalisée juste avant le tournage, la M-G-M engage à nouveau Maureen O'Sullivan, qui renonce alors à son voyage en Irlande[1].

## Autour du film
- Un remake a été tourné en 1941 : I'll Wait for You, réalisé par Robert B. Sinclair, avec Robert Sterling et Marsha Hunt